# Deudorix calderon
Deudorix calderon är en fjärilsart som beskrevs av Napoleon Manuel Kheil 1884. Deudorix calderon ingår i släktet Deudorix och familjen juvelvingar. Inga underarter finns listade i Catalogue of Life.